# Залив Шельтинга
Залив Шельтинга — залив на севере Охотского моря между полуостровом Хмитевского с востока и полуостровом Онара с запада. Вдаётся в материк между мысом Москвитина и мысом Дальним.
Назван в честь капитана Алексея Шельтинга. Побережье залива Шельтинга представляет собой приохотскую южную прибрежную тундру. На побережье обитает снежный баран, бурый медведь.
Населённые пункты отсутствуют. Впадают реки Быструха и Ойра.